# Dolores Reyes
Dolores Reyes (Buenos Aires, 1978) é uma escritora, professora e feminista Argentina. Em 2019, publicou seu primeiro romance, Cometierra, que teve ampla recepção crítica e de vendas, e foi traduzido para mais de dez idiomas.  Sua obra é caracterizada pelo tratamento do feminicídio, da violência de gênero na América Latina e da maternidade.

## Biografia
Dolores Reyes nasceu em 1978, na cidade de Buenos Aires, Argentina. Estudou Magistério para o Ensino Primário na Escola Normal 10 e Grego e Culturas Clássicas na Universidade de Buenos Aires.
Em 2019, depois de participar do workshop de escrita da escritora argentina Selva Almada, publicou seu primeiro romance, Cometierra. O livro se tornou um sucesso de crítica e de vendas, tanto na Argentina quanto no restante do mundo. Foi traduzido e publicado em inglês pela editora HarperCollins, em italiano pela Solferino, em francês pela Éditions de l'Observatoire, em sueco pela PalabraFörlag e em polonês pela Mova. Além disso, foi finalista dos prêmios Fundação Medifé-Filba, Memorial Silverio Cañada, Mario Vargas Llosa e Sara Gallardo.
Em 2023, a escritora publicou seu segundo romance, Miseria, continuação de Cometierra.

## Vida pessoal
Reyes é mãe de sete filhos. Sobre a escrita e a maternidade, disse: «É difícil encontrar tempo com tantas crianças e tantas atividades, mas tento acordar antes de todo mundo, fazer um café e escrever. Sempre foi muito produtivo para mim e, dia após dia, vai dando frutos».

### Influências
Sobre suas influências e autores mais importantes, a escritora mencionou, Herman Hesse, Juan José Saer, Antonio Di Benedetto, Leonardo Oyola, Alejandra Pizarnik, Alice Munro, Libertad Demitropulos, Sara Gallardo e Silvina Ocampo. Além disso, disse que lê muito as autoras Gabriela Cabezón Cámara, Selva Almada, Mariana Enríquez e Santa Schweblin, e que admira profundamente Camila Sosa Villada, Belén López Peiró, Guadalupe Nettel, Fernanda Melchor, Maria Fernanda Ampuero, Mónica Ojeda, Lina Meruane e Leila Guerreiro.

### Controversias
Em 2024, Dolores Reyes foi alvo de ataques por parte do governo de Javier Milei, que pediu a retirada de Cometierra de bibliotecas públicas e escolas argentinas, juntamente com livros de outras autoras argentinas como Sol Fantín, Aurora Venturini e Gabriela Cabezón Cámara. A vice-presidenta da Argentina, Victoria Villarruel, publicou na rede X que Cometierra era “degradante e imoral”, com conteúdo “pornográfico”, e que “sexualizava as crianças”.
Após isso, Reyes foi alvo de diversos ataques: recebeu mais de 500 ameaças e insultos por dia durante um mês, teve seu endereço publicado, foi acusada de pedofilia e chegaram a pedir que lhe fosse retirada a guarda dos filhos.
O ataque chegou também a Alberto Sileoni, diretor de Cultura e Educação da província de Buenos Aires, que foi denunciado por distribuir em escolas textos “com conteúdo sexual explícito” 
Em protesto, mais de 120 escritores participaram de uma leitura coletiva realizada no Teatro Picadero, símbolo da resistência cultural a ditadura cívico-militar, que terminou com a leitura de um manifesto assinado por 2.400 editores, jornalistas, escritores, tradutores e livreiros. Essas leituras se replicaram em outras cidades da Argentina, e muitas livrarias demonstraram apoio exibindo os livros em suas vitrines.

## Obra

### Novela
- 2019: Cometierra - Publicado no Brasil como Cometerra, pela Editora Moinhos em 2022 traduzido por Elisa Menezes
- 2023: Miseria - Publicado no Brasil como Cometerra, pela Editora Moinhos em 2024 traduzido por Silvia Massimini Felix